# Herrenhaus Mallin

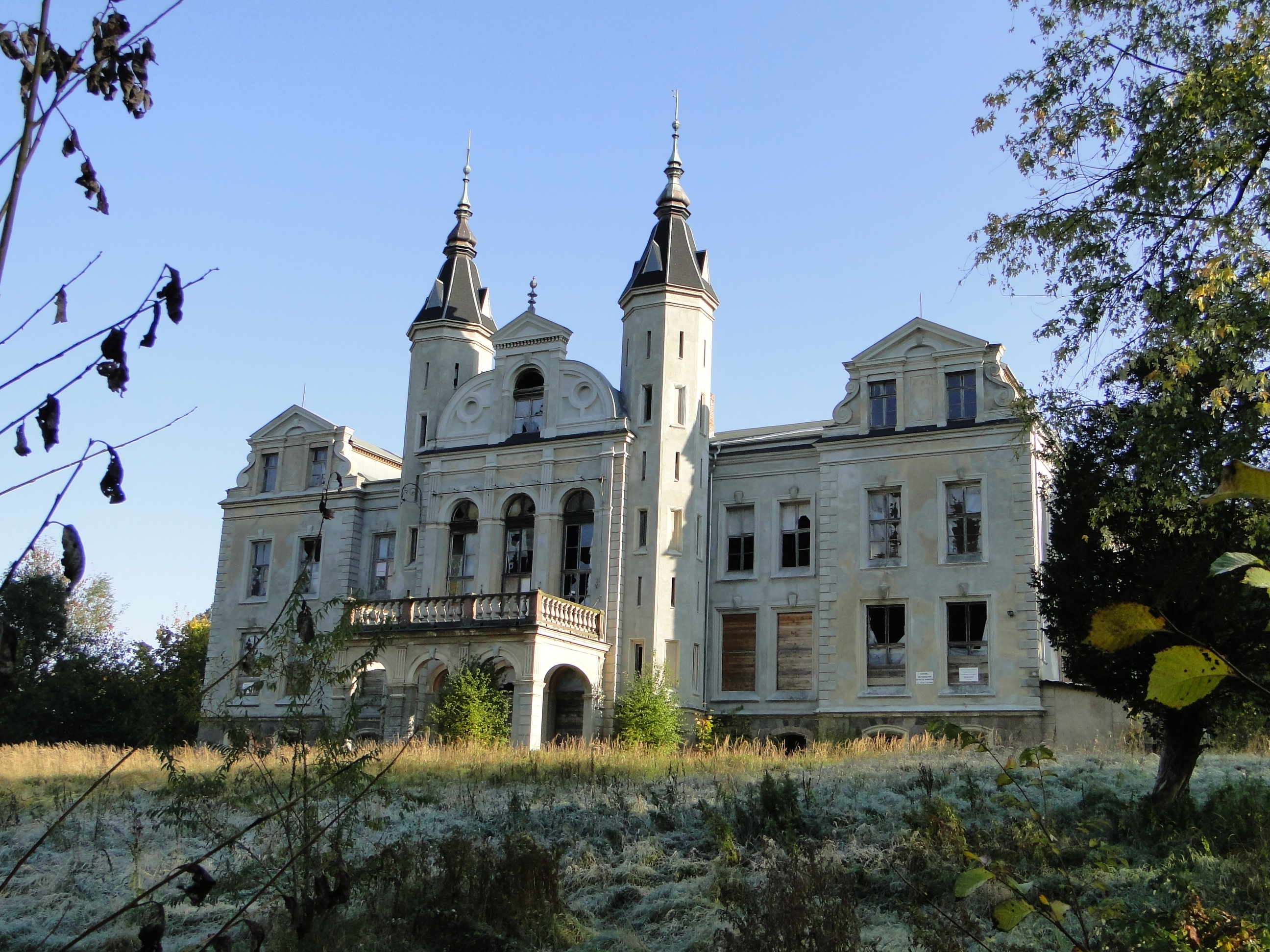
Herrenhaus Mallin (2010)

Das Herrenhaus Mallin ist ein im historistischen Stilmix von Neobarock und Neorenaissance erbautes Gebäude in Mallin im Landkreis Mecklenburgische Seenplatte in Mecklenburg-Vorpommern.

## Geschichte
Der repräsentative Herrensitz ist ein zweigeschossiger Putzbau von elf Gebäudeachsen mit Souterraingeschoss. Vor dem Herrenhaus befindet sich ein rechteckiger Teich und an das Gebäude schließt sich ein Landschaftspark an. Das zugehörige Gut gehörte vorher seit dem 15. Jahrhundert bis zum Jahr 1857 fast ausschließlich der Familie von Maltzan, danach der Familie Schröder und ab 1869 den Baronen von Hauff. Die Familie stammte ursprünglich aus Altschwaben und wurde 1563 von Kaiser Ferdinand I. in den Adelsstand berufen. 1853 erfolgte für den mehrfachen Konsul Ludwig Hauff der finnländische Freiherrenstand. In Württemberg entstand später noch eine weitere briefadelige Linie.
Das Herrenhaus ließ Karl Ludwig sen. Baron von Hauff in den Jahren 1870/71 errichten. 1888 wurde für das alte Lehngut die Allodifizierung eingeleitet und vollzogen. Gutserbe wurde der gleichnamige Ludwig Freiherr von Hauff (1872–1923), liiert mit Ida Freiin von Hodenberg, die in den 1950er Jahren in Tübingen lebte. Letzter Grundbesitzer wurde der Sohn Hans Nikolaus von Hauff, verheiratet mit Gudrun von Hauff, geschieden 1947. Ihre ersten beiden Kinder kamen in Alt Rehse zur Welt, das dritte Kind in Neubrandenburg. Friedgund von Hauff wurde 1936 in Mallin geboren, die Tochter Almut 1943 in Tübingen, wo die Familie später durchweg lebte.
Kurz vor der großen Wirtschaftskrise 1929/1930 galt Mallin als Allodialgut und Teil eines gestifteten Familienfideikommiss. Die Gesamtgröße benennt das Güter-Adressbuch Mecklenburg mit 575 ha. Zum Gut gehörte ein großer landwirtschaftlicher Betrieb, im Mittelpunkt stand mit 500 Tieren die Schafsviehhaltung und mit 200 Tieren die Schweinezucht. 180 Stück Rindvieh waren in den Ställen, 60 Pferde waren im Einsatz. Zum Gut gehörten 52 ha Waldbesitz.
Nach dem Zweiten Weltkrieg diente das Herrenhaus als Wohngebäude, Kindergarten, Künstleratelier und Gaststätte. Der Festsaal wurde für Feiern genutzt. Nach der Wende stand es seit 1991 leer und verfiel zusehends. Seit dem Jahr 2007 wurden erste Sanierungsmaßnahmen unternommen. Im Jahr 2017 wurde die Sanierung erneut aufgenommen, um Wohnungen im Gutshaus zu schaffen.